# Artur Rasizade
Artur Tahir oğlu Rasizade (tiếng Azerbaijani: Artur Tahir oğlu Rasizadə; sinh ngày 26 tháng 2 năm 1935 tại Ganja), là chính trị gia Azerbaijan, giữ chức Thủ tướng Azerbaijan.